# NGC 244
NGC 244 est une petite galaxie lenticulaire située dans la constellation de la Baleine. Sa vitesse par rapport au fond diffus cosmologique est de 628 ± 22 km/s, ce qui correspond à une distance de Hubble de 9,26 ± 0,72 Mpc (∼30,2 millions d'al). NGC 244 a été découverte par l'astronome germano-britannique William Herschel en 1785.

## Caractéristiques
Sa vitesse par rapport au fond diffus cosmologique est de 628 ± 22 km/s, ce qui correspond à une distance de Hubble de 9,26 ± 0,72 Mpc (∼30,2 millions d'al).
À ce jour, quatre mesures non basées sur le décalage vers le rouge (redshift) donnent une distance de 21,525 ± 6,635 Mpc (∼70,2 millions d'al), ce qui est nettement à l'extérieur des valeurs de la distance de Hubble.

## Morphologie
NGC 244 a été utilisée par Gérard de Vaucouleurs comme une galaxie de type morphologique Clumpy Irr/BCD dans son atlas des galaxies,.
Selon la base de données Simbad, NGC 244 est une galaxie naine bleue compacte (Blue Compact Dwarf Galaxy, BCDG).